# Гюльц
Гюльц (нем. Gültz) — община в Германии, в земле Мекленбург-Передняя Померания.
Входит в состав района Деммин. Подчиняется управлению Трептовер Толлензевинкель.  Население составляет 536 человек (на 31 декабря 2010 года). Занимает площадь 23,70 км².
Коммуна подразделяется на 3 сельских округа.